# Hana-bi
Hana-bi (originele titel: HANA-BI) is een Japanse misdaaddramafilm uit 1997 van regisseur Takeshi Kitano. De hoofdrollen worden vertolkt door Takeshi Kitano, Kayoko Kishimoto, Ren Osugi en Susumu Terajima.
De film won in september 1997 de Gouden Leeuw op het filmfestival van Venetië.

## Verhaal
De vrouw van politieagent Yoshitaka Nishi is ongeneeslijk ziek en heeft niet lang meer te leven. Op een dag, terwijl hij haar in het ziekenhuis bezoekt, wordt zijn partner Horibe neergeschoten en belandt in een rolstoel. Nishi neemt hierdoor ontslag en krijgt ondertussen de yakuza, van wie hij geld heeft geleend om voor zijn vrouw te kunnen zorgen maar nog niet heeft terugbetaald, achter zich aan. Om het geld bij elkaar te krijgen om nog een keer met zijn vrouw te kunnen reizen, besluit Nishi om in politie-uniform een bank te beroven.

## Rolverdeling
| Acteur           | Personage                    |
| ---------------- | ---------------------------- |
| Takeshi Kitano   | Yoshitake Nishi              |
| Kayoko Kishimoto | Miyuki, de vrouw van Nishi   |
| Ren Osugi        | Horibe                       |
| Susumu Terajima  | Nakamura                     |
| Tetsu Watanabe   | Tesuka                       |
| Hakuryu          | Huurmoordenaar van de yakuza |
| Taro Itsumi      | Kudo                         |
| Yasuei Yakushiji | Crimineel                    |
| Kenichi Yajima   | Dokter                       |
| Makoto Ashikawa  | Tanaka                       |
| Yūko Daike       | Weduwe van Tanaka            |

## Soundtrack
Voor de muziek werkte Kitano opnieuw samen met Joe Hisaishi voor de complete soundtrack van Hana-bi. Hana-bi was de vierde samenwerking tussen beide heren.

## Ontvangst
Hana-bi kreeg internationaal lovende kritieken. Zo gaf de bekende Amerikaanse filmrecensent Roger Ebert de film drie uit vier sterren en ontving Hana-bi van het Britse filmtijdschrift Empire zelfs vier sterren. Op Rotten Tomatoes is 96% van de recensenten positief over de film.
Ook in Nederland werd de film positief ontvangen, onder meer door het filmtijdschrift Filmkrant.